# Xã Howe, Quận Forest, Pennsylvania
Xã Howe (tiếng Anh: Howe Township) là một xã thuộc quận Forest, tiểu bang Pennsylvania, Hoa Kỳ. Năm 2010, dân số của xã này là 405 người.